# Jaune Quick-to-See Smith
Jaune Quick-to-See Smith (* 15. Januar 1940 in St. Ignatius Indian Mission im Flathead-Indianer-Reservat, Montana; † 24. Januar 2025 in Corrales, New Mexico) war eine amerikanische Künstlerin. Sie gehörte den Confederated Salish and Kootenai Tribes an und war eine bedeutende Landschaftsmalerin, die den Weg für die nachfolgende Generation von indigenen Künstlern in den USA ebnete. Sie arbeitete in den Medien der Malerei, Druckgrafik, Zeichnung, Collage und Skulptur. Ihrem Schaffen wurde eine Bildsprache, die persönliche Erinnerungen und freudvoller Widerstandsfähigkeit verband, sowie schneidender Humor und sozio-politischer Kommentar zugeschrieben. Neben ihrem künstlerischen Schaffen betätigte sie sich als Aktivistin, Lehrerin und Kuratorin. All ihren Aktivitäten war gemein, dass sie versuchte die bis dahin vom Mainstream weitgehend ignorierte Perspektive der Native Americans in den Diskurs einzubringen.

## Leben

### Kindheit
Jaune Quick-to-See Smith wurde am 15. Januar 1940 in der St. Ignatius Indian Mission im Flathead-Indianer-Reservat, Montana geboren. Ihr Vater war Pferdehändler, ihre Mutter verließ die Familie als Smith zwei Jahre alt war. Sie begleitete gemeinsam mit ihrer Schwester den Vater, der im pazifischen Nordwesten und Kalifornien arbeitete. Die meisten ihrer Mitschüler waren Japanische Amerikaner. Neben der Schule arbeitete sie auf den Feldern, wo sie Früchte erntete. Smith beschrieb ihre Kindheit als dystopisch und berichtete davon, dass sie als Jugendliche über Suizid nachgedacht habe. Kunst bot ihr einen Ausweg aus dieser Situation, nachdem sie durch die Darstellung des postimpressionistischen Künstlers Henri de Toulouse-Lautrec im Film Moulin Rouge aus dem Jahr 1952 beeindruckt worden war. In einem Künstlerinnenstatement für das Brooklyn Museum schilderte Smith auch, dass sie bereits früh sich kreativ ausdrückte: „I have memory of making things with my hands from mud, leaves, sticks and rocks from very early in my life. I knew that I entered another world, one that took me out of the violence and fear that dominated my life. First grade opened a new world with foreign substances such as tempera, crayons and library paste. Once they became familiar their smell could almost make me swoon.“

### Ausbildung
Trotz ihrer Faszination an Kunst strebte sich anfangs keine künstlerische Karriere an, da ein weißer Berater an ihrer High School ihr gesagt hatte, dass „Indianer“ kein College besuchen würden. Von 1958 an besuchte sie das Olympic College in Bremerton, WA und erhielt 1960 ihren Associate of Arts Degree. Im Anschluss besuchte sie für kurze Zeit die University of Washington. In der Folgezeit heiratete Quick-to-See Smith ihren Partner Andy Ambrose und bekam zwei Söhne – einer von ihnen, Neal Ambrose-Smith, selbst Künstler. Um ihre Familie zu unterstützen, arbeitete sie als Kellnerin und Hausmeisterin. 1976 erhielt sie einen Bachelorabschluss in Kunsterziehung vom Framingham State College in Massachusetts. Erst in den folgenden Jahren als Studentin an der University of New Mexico wandte sie sich ganz der Kunst zu. Sie gründete die Grey Canyon Group als Kollektiv junger indigener Künstler, zu dessen Mitgliedern unter anderem Emmi Whitehorse, Conrad House, Larry Emerson und Paul Willeto gehörten. 1979 hatte das Kollektiv eine Ausstellung im American Indian Community House, einer von dem Maler G. Peter Jemison in New York City gegründeten Institution. Zu dieser Zeit hatte Smith auch ihre ersten Einzelausstellungen: 1978 in der Clarke Benton Gallery in Santa Fe, NM, im folgenden Jahr dann in der Kornblee Gallery in New York City. 1980 erhielt Smith ihren Masterabschluss.

### Künstlerische Karriere
Die frühen Werke Smiths unterscheiden sich stark von ihren späteren Mixed-Media-Arbeiten, die sie bekannt machten. 1985 fing sie an, die Petroglyph Park-Serie zu schaffen. Es handelt sich um eine Gruppe abstrakter Gemälde, die sich auf antike Petroglyphen am Rio Grande in New Mexico beziehen. Mit dem Bezug auf dieses Zeichensystem wollte Smith die indigene Geschichte in ihren Werken festhalten. Sie beschrieb später das Ziel ihrer Kunst folgendermaßen: “What I’m doing with my art is extracting what I know is relevant information in today’s world. Each piece tells a story and it revolves around this genocide and what has been taken away from us.”
In den 1990er-Jahren begann Smith größere Werke zu schaffen, in denen sie gemalte Elemente mit Objekten aus dem Alltagsleben verband. 1992 schuf sie Target. I See Red, für das sie ein Dartboard über einer langen Leinwand anbrachte, auf der sie Ausrisse aus Zeitungen des Flathead-Indianer-Reservats aufgebracht hatte. Hinzu kamen Reproduktionen der rassistischen Bilder aus dem Umfeld der Washington Commanders, einem Team der National Football League, das bis 2020 einen rassischten Begriff für Native Americans in seinem Namen trug und Stereotype reproduzierte. 2020 wurde Target als erstes Werk eines Native Americans von der National Gallery of Art in Washington, D.C. in die Sammlung aufgenommen. Andere Werke seit den 1990er-Jahren beschäftigten sich mit der Karte der Vereinigten Staaten. In Indian Map aus dem Jahr 1992 zeigte Smith eine Karte des Landes, auf die Zeitungsausrisse, die nationalen Fortschritt postulierten und rassistische Diskurse über die indigene Bevölkerung Amerikas reproduzierten, geklebt sind und auf die sie dann Farbe getropft und einen schwarzen Fluss aufgebracht hat. In Survival Map hat Smith die US-Karte auf die Seite gekippt und im Zentrum den Satz „NDN humor Causes people To survive.“ angebracht. Im Jahr 2000 schuf sie State Names, ein Collage in der Farbtropfen und Zeitungsausrisse die Namen von Bundesstaaten, die von den europäischen Kolonisatoren stammen, verdecken während die Namen mit indigenem Ursprung hervorgehoben sind. Ebenfalls im Jahr 1992 schuf Smith die Trade Canoe-Serie, in der sie sich mit den Folgen von Kolonisation und Genozid anlässlich der Feierlichkeiten zum Columbus Quincentenary auseinandersetzte. Es handelt sich dabei um Collagen von historischen Photographien, zoologischen Illustrationen, Zeitungsausrissen, Farbe und Objekten.
Smith war an mehreren kollaborativen Kunstprojekten im öffentlichen Raum beteiligt. Sie gestaltete den Boden in der Großen Halle des Denver International Airport. Im Yerba Buena Park in San Francisco befindet sich eine ihrer Skulpturen und in West Seattle war sie an einem eine Meile langen Geschichtspfad an einem Gehweg beteiligt.
Neben ihrem Wirken im künstlerischen Feld war Smith auch als Aktivistin für den Erhalt von Landschaft und indigener Kultur tätig. So half sie dabei, das Petroglyph National Monument in Albuquerque und das Institute of American Indian Arts in Santa Fe zu sichern. Für das Institute of American Indian Arts richtete sie auch das Jaune Quick-to-See Smith Memorial Scholarship ein, um zukünftige indigene Künstler auf ihrem Weg zu unterstützen.
Seit 2017 wurde Smith von der Garth Greenan Gallery in New York City vertreten. Quick-to-See Smith wurde im Gegensatz zu anderen einflussreichen Künstlern des zweiten Hälfte des 20. Jahrhunderts und des beginnen 21. Jahrhunderts weder zur Biennale di Venezia, Documenta noch zur Whitney Biennial eingeladen, über ihre Kunst und das über das Kuratieren geschaffene Netzwerk indigener Künstler erheblichen Einfluss entwickelt. Für Künstler wie Emmi Whitehorse und Jeffrey Gibson war Smith ein Vorbild. Bereits in den 1980er- und 1990er-Jahren kuratierte Smith Gruppenausstellungen junger indigener Künstler. Im Jahr 2023 kuratierte sie dann in der National Gallery of Art die Ausstellung The Land Carries Our Ancestors. Contemporary Art by Native Americans, die erste Ausstellung mit indigenen Positionen in dieser Institution. Für Alex Greenberger sei der Einsatz von Alltagsmaterialien, der sich bei Künstlern in dieser Schau wie etwa Natalie Ball und Nicholas Galanin zeigte, ein Hinweis auf den Einfluss Smiths auf andere Künstler gewesen. Vor ihrem Tod bereitete sie die Ausstellung Indigenous Identities. Here, Now & Always vor, die im Zimmerli Art Museum der Rutgers University gezeigt wurde. Smith verstarb am 24. Januar 2025 in ihrem Haus in Corrales, NM nach einem langen Kampf mit Bauchspeicheldrüsenkrebs.

## Einzelausstellungen (Auswahl)
- 1978: Clarke Benton Gallery in Santa Fe, NM
- 1979: Kornblee Gallery in New York City
- 1979: Galleria de Cavallino in Venedig
- 1983: Galerie Akmak in Berlin
- 1986:  Jaune Quick-to-See Smith. Speaking Two Languages, Yellowstone Art Center in Billings, MT
- 1987:  Centric 37, University Art Museum, California State University in Long Beach, CA
- 1992:  The Quincentennary Non-Celebration, Steinbaum Krauss Gallery in New York City
- 1996:  Subversions/Affirmations. Jaune Quick-to-See Smith. A Survey, Jersey City Museum in Jersey City, Lehigh University in Bethlehem, PA, Austin Museum of Art at Laguna Gloria in Austin und Missoula Art Museum in Missoula
- 1997:  Modern Times, New Mexico State University in Las Cruces
- 2001:  Jaune Quick-to-See Smith. Poet in Paint, Neuberger Museum of Art in Purchase, NY
- 2002: 200 Years. Change/No Change, Penn State University in College Park, PA
- 2003–2009: Jaune Quick-to-See Smith. Made in America, Belger Foundation in Kansas City, MO, University of Scranton in Scranton, PA, LewAllen Gallery in Santa Fe, NM, Milton Hershey School Art Museum in Hershey, PA, Keene State College in Keene, NH, Polk Museum of Art in Lakeland, FL, Museum of Texas Tech University in Lubbock, TX, University of New Mexico Art Museum in Albuquerque, Montclair Museum in Montclair, NJ, Plains Art Museum in Fargo, Lauren Rogers Museum in Laurel, MS, The Grace Museum in Abilene, TX und Pensacola Art Museum in Pensacola, FL
- 2004:  Jaune Quick-to-See Smith. Postmodern Messenger, Tucson Art Museum in Tucson
- 2005:  Jaune Quick-to-See Smith. She Paints the Horse, Nicolaysen Art Museum in Casper, WY und Fort Collins Museum of Contemporary Art in Fort Collins
- 2009: Jaune Quick-to-See Smith, Newcomb Art Gallery, Tulane University in New Orleans
- 2012: Jaune Quick-to-See Smith. Landscapes of an American Modernist, Georgia O’Keefe Museum in Santa Fe, NM
- 2013: Jaune Quick-to-See Smith. Water and War, Accola Griefen Gallery in New York City
- 2015: Jaune Quick-to-See Smith. Art After the Drought, Museum of Texas Tech University in Lubbock, TX
- 2023: Jaune Quick-to-See Smith. Memory Map, Whitney Museum of American Art in New York City

## Auszeichnungen
Jaune Quick-to-See Smith erhielt im Verlauf ihrer Karriere folgende Preise:
- 1987: Academy of Arts and Letters Purchase Award
- 1992: Ehrendoktor, Minneapolis College of Art and Design
- 1996: Joan Mitchell Foundation Painters Grant
- 1997: Womens Caucus for the Arts Lifetime Achievement
- 1998: Ehrendoktor, Pennsylvania Academy of Fine Arts
- 2002: College Art Association Women’s Award
- 2003: Ehrendoktor, Massachusetts College of Art
- 2005: Governor’s Outstanding New Mexico Woman’s Award
- 2005: New Mexico Governor’s Award for Excellence in the Arts
- 2005: Allan Houser Award

2024 wurde sie zum Mitglied der American Academy of Arts and Letters gewählt.

## Belege
1. 1 2 3 4 5 6  Maya Pontone, Artist Jaune Quick-to-See Smith, Who Bore Witness to Native Life, Dies at 85, in: Hyperallergic.com, 28. Januar 2025, abgerufen am 29. Januar 2025.
2. 1 2 3 4 5 6  Alex Greenberger, Jaune Quick-to-See Smith, Painter Who Plotted a New Path for Native American Artists, Dies at 85, in: Art News, 28. Januar 2025, abgerufen am 29. Januar 2025 auf artnews.com.
3. 1 2 3 4 5  Künstlerinnenprofil Jaune Quick-to-See Smith, in: brooklynmuseum.org, abgerufen am 30. Januar 2025.
4. ↑  Francesca Aton, Jaune Quick-to-See Smith Brings Indigenous History to the Whitney Museum in a Landmark Retrospective, in: Art in America, 28. April 2023, abgerufen am 29. Januar 2025.
5. ↑  Academy Menbers. American Academy of Arts and Letters, abgerufen am 4. März 2025.

| Personendaten    | Personendaten                                                    |
| ---------------- | ---------------------------------------------------------------- |
| NAME             | Smith, Jaune Quick-to-See                                        |
| ALTERNATIVNAMEN  | Smith, Jaune                                                     |
| KURZBESCHREIBUNG | amerikanische Künstlerin, Kuratorin und Aktivistin               |
| GEBURTSDATUM     | 15. Januar 1940                                                  |
| GEBURTSORT       | St. Ignatius Indian Mission, Flathead-Indianer-Reservat, Montana |
| STERBEDATUM      | 24. Januar 2025                                                  |
| STERBEORT        | Corrales, New Mexico                                             |